# QTV (випробування)
QTV (англ. Qualification Test Vehicle, кваліфікаційні випробування ракети-носія) — перший випробувальний політ ракети-носія Літл Джо II за американською космічною програмою Аполлон.

## Політ
Запуск було здійснено з випробувального полігону Вайт-Сендз в штаті Нью-Мексико 28 серпня 1963 року зі стартового комплексу 36.
Корисний вантаж складався з макету системи порятунку на старті і макету корабля Аполлон з командного і службового відсіків.
Метою польоту було довести можливість використання ракети-носія для випробувальних запусків макетів космічного корабля Аполлон і визначення аеродинамічних і теплових навантажень на ракету-носій. Було виконано більшість завдань польоту. Єдиним збоєм була несправність в системі самознищення.